# 足利晴氏
足利 晴氏（あしかが はるうじ）は、戦国時代の第4代古河公方（在職：1535年 - 1552年）。室町幕府が正式に認め、かつ影響力を持っていた古河公方としては最後である。

## 生涯
永正5年（1508年）、足利高基（初名は高氏）の嫡男として生まれる。幼名は亀若丸。後に将軍足利義晴から偏諱を受けて、晴氏を名乗る。
享禄4年（1531年）、関東享禄の内乱を経て、古河公方の地位を確立する。
天文7年（1538年）の第一次国府台合戦で北条氏綱と同盟し、父の高基の代から敵対していた叔父で小弓公方を自称していた足利義明を滅ぼした。『伊佐早文書』によれば、晴氏は合戦の勝利を賞して氏綱を関東管領に補任したという。なお、同年期の賛をもつ「雪嶺斎図」（五島美術館蔵、重要美術品）では、晴氏が図上に題字と花押を書し、建長寺第172世麟仲祖祥、同170世貞芳昌忠、同175世九成僧菊らが詩をしたため、画層僊可が絵を描いており、晴氏の教養や交友の一端が見て取れる。
しかし氏綱の死後、跡を継いだ北条氏康と敵対する。ただし、当時の北条氏が古河公方を圧迫していたことを裏付ける史料がないため、義明の滅亡後の所領（元々、義明が押領した古河公方の御料所が中心）を巡って、晴氏と氏綱・氏康の間で争いが生じたのではないか、とする推測もある（氏康との戦いの際も、当初は河越城とは反対の房総方面に兵を進めているため）。
晴氏は関東管領上杉憲政や上杉朝定と同盟を結んで、天文15年（1546年）にともに北条領へ侵攻するが、河越夜戦で大敗すると、古河公方としての力を失ってしまう。そして命は助けられたものの、天文21年（1552年）に公方の座を子の義氏に譲ることを余儀なくされた上で、天文23年（1554年）には古河城を攻められ、氏康によって相模国波多野（神奈川県秦野市）に幽閉された。
弘治3年（1557年）7月、古河城復帰を許されたが、9月には氏康によって廃された嫡男・藤氏の義氏打倒の陰謀が発覚した。晴氏は再び拘束され、栗橋城主・野田氏のもとに預けられた。
永禄3年（1560年）5月27日、晴氏は元栗橋（茨城県五霞町）の「嶋」にて死去した（ただし、「嶋」を関宿の近くの別の場所とする説もある）。享年53。
6月12日に甘棠院で葬儀が行われたが、妻の芳春院の嘆きが大変なもの（『異本小田原記』）で、永禄4年（1561年）、病に倒れた彼女は上杉謙信の軍が関宿に迫る中、最後まで夫の墓のある関宿からの退去を拒み、7月9日、関宿で病死している。
千葉県野田市関宿台町の宗英寺に五輪塔が残るが、宗英寺は慶長年間に松平康元によって創建されたもので、元々宗英寺の外れにある田んぼの中に晴氏の墳丘があったと伝えられていることから、晴氏の墓は本来は宗英寺の近くにある別の寺院（『古河古来仕来覚』には「法花寺」）にあったが、その寺が廃寺となった後に宗英寺に移設された可能性が高いとされている。

## 偏諱を与えた人物
- 足利晴直?（実弟、上杉氏に養子入り後、古河足利家に戻って改名、「晴」字は足利義晴または晴氏から受けたものである）
- 簗田晴助（家臣、高助の子で晴氏の義弟（正室の弟）にあたる）
- 結城晴朝（初め小山晴朝）
  - 山川晴重 - 晴朝の妻の甥とされ、晴朝の1字を受ける。
- 結城晴綱（白河結城氏）
- ※大関晴増?（大関高増の子）
- ※大田原晴清?（大関高増の甥）

※印の付いた2名は晴氏の死後に生まれており、晴氏から直接「晴」の字を受けていないのは確実である。ただ近親者である大関高増に晴氏の父・高基の偏諱と思われる「高」の字が含まれていることから何かしら関係・影響している疑いが推測されるため、一応掲載してある。今のところ、それに関して言及している史料などはない。